# Monte San Pietrangeli
Monte San Pietrangeli là một đô thị ở tỉnh Ascoli Piceno ở vùng Marche, cách khoảng 50 km về phía nam của Ancona và khoảng 35 km về phía bắc của Ascoli Piceno. Tại thời điểm năm 2005, đô thị này có dân số là 2.574 người và diện tích là 18,3 km².
Monte San Pietrangeli giáp các đô thị: Corridonia, Francavilla d'Ete, Monte San Giusto, Montegiorgio, Montegranaro, Rapagnano, Torre San Patrizio.